# Magdalena Jurczyk
Magdalena Jurczyk (ur. 28 października 1995 w Krośnie) – polska siatkarka, reprezentantka kraju, grająca na pozycji środkowej. 

Jura ma szybką rękę. Ma jedno z szybszych temp do wystawienia. U Magdy nie możesz się pomylić, bo idzie na pełnym. Trzeba jej wcelować w tę rękę, ale to fajne, szybkie tempo.

Pochodzi ze wsi Cergowa nieopodal Krosna.
Pierwszą styczność z siatkówką miała w szkole podstawowej w Dukli. Ukończyła PWSZ (Państwowa Wyższa Szkoła Zawodowa) w Krośnie na kierunku wychowanie fizyczne. W Krośnie ukończyła kurs trenerski, gdzie wiązała zajęcia z młodymi adeptami siatkówki będącymi w wieku 7-10 lat. Jej odwiecznym marzeniem była praca w policji. Interesuje się kryminalistyką, gdyż w liceum uczęszczała do klasy mundurowej.
W połowie kwietnia 2022 roku została powołana do reprezentacji Polski.

## Sukcesy klubowe
I liga:
- 2018
- 2020

Superpuchar Polski:
- 2021, 2022[7]

Puchar Polski:
- 2022, 2025

Tauron Liga:
- 2025

- 2022, 2023[8], 2024

## Sukcesy reprezentacyjne
Liga Narodów:
- 2023, 2024[9], 2025[10]